# 建橋杯女子囲棋公開戦
建橋杯女子囲棋公開戦（けんきょうはいじょしいきこうかいせん、建桥杯女子围棋公开赛）は、中国の囲碁の女流棋士による棋戦。2003年に創設。
- 主催 中国棋院、上海棋院、上海建橋学院
- 優勝賞金 (1-2期)3万元、(3-6期)10万元、(7-9期)15万元、(10-12期)20万元、(13-15期)25万元、(16期-)30万元

## 方式
- 予選を勝抜いた16名のトーナメント戦で実施。決勝戦は、第1回は一番勝負、第2回以降は三番勝負。
- 持時間は各2時間。

## 優勝者と決勝戦
（左が勝者）
- 第1期 2003年 張璇 - 黄佳
- 第2期 2004年 張璇 2-1 鄭岩
- 第3期 2005年 張璇 2-0 鄭岩
- 第4期 2006年 張璇 2-0 魯佳
- 第5期 2007年 鄭岩 2-0 王祥雲
- 第6期 2008年 魯佳 2-1 王祥雲
- 第7期 2009年 魯佳 2-1 鄭岩
- 第8期 2010年 王祥雲 2-1 唐奕
- 第9期 2011年 張璇 2-0 曹又尹
- 第10期 2012年 王晨星 2-1 芮廼偉
- 第11期 2013年 芮廼偉 2-0 王晨星
- 第12期 2014年 曹又尹  2-1 陳一鳴
- 第13期 2015年 於之瑩 2-1 王爽
- 第14期 2016年 魯佳 2-1 李赫
- 第15期 2017年 芮廼偉 2-0 尹渠
- 第16期 2018年 王晨星 2-0 蔡碧涵
- 第17期 2019年 王爽 2-0 潘陽
- 第18期 2021年 周泓余 2-0 趙奕斐

（2020年はコロナ禍のため中止）